# Zacarias Gondim
Zacarias Thomaz da Costa Gondim (Sobral, 29 de dezembro de 1851 - Fortaleza, 13 de dezembro de 1907), mais conhecido como Zacarias Gondim, foi um maestro brasileiro. Foi um dos responsáveis pela criação do Hino do Ceará. É autor do estudo "Traços ligeiros sobre a evolução da música no Brasil, em especial no estado do Ceará", publicado em 1903 por ocasião das festividades do Tricentenário da chegada dos primeiros portugueses ao Ceará.

## Biografia
Zacarias Gondim nasceu na cidade de Sobral, no interior do estado brasileiro do Ceará. Filho do Major Galdino José Gondim e de Maria Clara Araújo. Neto do professor Zacarias Vieira da Costa (a quem seu batismo fez homenagem) e de Maria Luiza Gondim (por parte de pai) e de Manoel Joaquim de Araújo e de Francisca Clara de Araújo (por parte de mãe).
Acompanhando o pai, regente de da pequena orchestra / banda do município, aprendeu seu ofício. Foi organista da Catedral e da Igreja do Coração de Jesus. Também foi professor do Colégio de Nossa Senhora de Lourdes, onde ministrava aulas de piano e harmônio. Nos primeiros anos da década de 1900, assumiu a regência da Banda do Batalhão de Segurança. Mudando-se para a capital do estado, tornou-se professor de música do Lyceo.

Com comemoração do terceiro centenário da colonização do Ceará, Barão de Studart foi o presidente da comissão organizadora dos festejos. Tendo escrito um trabalho sobre música e dança dos indígenas no Brasil para o jornal "A República", em 1903, Zacarias foi convidado a escrever artigo para um livro a ser lançado em comemoração do terceiro centenário da colonização do Ceará.
O artigo “Traços ligeiros sobre a evolução da música no Brasil em especial no Ceará” [...] talvez seja um dos documentos mais antigos sobre a História da Música no Estado de que se tem notícia até o momento, considerando que faz referência específica a história da música no Ceará.

## Hino do Ceará
Quando instaurou-se a República no Brasil, o governo provisório abriu concurso para um novo hino nacional. Contudo, como a comunicação viajava por trem naquela época, Zacarias Gondim só soube da abertura do concurso quando esse já se encontrava em fase de julgamento. Ele indica que Alberto Nepomuceno (segundo lugar no concurso) soube da notícia quando estava em Roma por telégrafo.
Em 1903, por conta da comemoração do terceiro centenário da colonização do Ceará, Barão de Studart convidou Alberto Nepomuceno para compor o Hino do Ceará, a ser executado evento das comemorações. A letra foi criada por Thomaz Pompeu Lopes Ferreira e a orquestração e a regência ficaram por conta do maestro Zacarias Gondim.

## Vida pessoal
Zacarias Thomaz da Costa Gondim teve dois irmãos (João Pedro e Francisco de Assis) e duas irmãs (Ana e Isabel Omphale). Casou-se com Maria Cristina de Arruda (filha de Vicente Ferreira de Arruda e de Guilhermina Coelho) em 1881, com quem teve os filhos: Elisabeth Gondim (1907) e Vicente Arruda Gondim.

## Homenagem
Uma rua do bairro Itaoca, na cidade de Fortaleza, recebeu seu nome.